# The Son of Wallingford
The Son of Wallingford è un film muto del 1921 diretto da George Randolph Chester e Lillian Christy Chester (come Mrs. George Randolph Chester)

## Produzione
Il film fu prodotto dalla Vitagraph Company of America.

## Distribuzione
Il copyright del film, che fu distribuito dalla Vitagraph Company of America, venne depositato il 20 settembre 1921 con il numero LP16976.